# Larry Jeffrey
Lawrence Joseph Jeffrey (Goderich, 12 ottobre 1940 – 18 luglio 2022) è stato un hockeista su ghiaccio canadese che nel corso della carriera ha militato nella National Hockey League.

## Carriera
Jeffrey giocò a livello giovanile per tre stagioni con gli Hamilton Tiger Cubs, formazione della Ontario Hockey Association. Durante quest'esperienza giocò cinque incontri in American Hockey League con gli Hershey Bears prima di fare ritorno a Hamilton.
Nel 1961 firmò il suo primo contratto da professionista con i Detroit Red Wings, franchigia con cui fece il proprio esordio in National Hockey League. Fin da giovane però Jeffrey fu afflitto da una serie cronica di infortuni al ginocchio che limitarono tutta la sua carriera. Nelle prime due stagioni si divise fra la NHL e le leghe minori come la WHL e l'AHL con i Pittsburgh Hornets.
Nella stagione 1963-1964 con Detroit giunse fino alla finale di Stanley Cup, persa però contro i Maple Leafs. Un anno più tardi si trasferì proprio ai Toronto Maple Leafs continuando però a saltare diversi incontri a causa dei problemi fisici. Nella stagione 1965-66 giocò con il farm team dei Rochester Americans in American Hockey League e vinse la Calder Cup.
Nella stagione 1966-1967 restò invece a Toronto disputando sei gare di playoff prima di infortunarsi nuovamente; i Maple Leafs avanzarono fino alla finale della Stanley Cup e riuscirono a conquistare il trofeo. A causa dei problemi cronici al ginocchio Jeffrey al momento della premiazione entrò sul ghiaccio sorretto da due stampelle.
Nel 1967 rimasto senza un contratto per la stagione successiva durante l'NHL Expansion Draft venne selezionato dai Pittsburgh Penguins, una delle sei nuove franchigie iscritte alla NHL. Nonostante ciò il giorno successivo fu coinvolto in una serie di scambi che lo portarono a vestire la maglia dei New York Rangers. Fu costretto al ritiro nel 1969 dopo sole otto stagioni da professionista.

## Palmarès

### Club
- Stanley Cup: 1

Toronto: 1966-1967
- Calder Cup: 1

Rochester: 1965-1966